# إدارة كاكيتا
إدارة كاكيتا واحدة من 32 إدارة في كولومبيا، تقع في منطقة أمازوناس، تبلغ مساحتها 88965 كم2 وعدد سكانها 410521 نسمة وتحيط بها إدارات كاوكا وهويلا من الجنوب. وعاصمتها هي مدينة فلورنسيا.

## أعلام
- ليونيداس فارغاس
- دانيال رييس